# Харт, Армандо
Доктор Арма́ндо Энри́ке Харт Да́валос (исп. Armando Enrique Hart Dávalos, 13 июня 1930, Гавана — 26 ноября 2017) — кубинский политический деятель, член Движения 26 июля и участник Кубинской революции, министр образования (1959—1965) и министр культуры (1976—1997). Муж Аиде Сантамариа и отец Селии Харт.

## Биография
Дед Харта родился в американском штате Джорджия и эмигрировал на Кубу в детском возрасте. Армандо Харт учился на юриста в Гаванском университете, где включился в политическую борьбу против диктатуры Фульхенсио Батисты.
Он присоединился к Революционному движению 26 июля Фиделя Кастро и Эрнесто Че Гевары, поддерживая их партизанскую борьбу развитием революционного движения в городах и и осуществляя связь между революционерами в Гаване и командованием Повстанческой армии в горах Сьерра-Маэстра. Войдя в руководство Движения 26 июля в 1955 году, участвовал в вооружённом восстании 30 ноября 1956 года в городе Сантьяго-де-Куба. Подвергался преследованиям и арестам в 1954 и 1957 годах, в 1958 году заключён в тюрьму.
После победы революции занимал различные правительственные посты: в 1959—1965 годах министр просвещения, с 1976 года — министр культуры. Член Коммунистической партии Кубы (КПК) с начала её формирования в 1961 году, с 1962 года — член Национального руководства Объединённых революционных организаций, затем Единой партии Социалистической революции Кубы. Вошёл в ЦК и Политбюро ЦК КПК в 1965 году; в 1965—1970 годах секретарь ЦК КПК по оргвопросам. В 1970—1976 годах работал первым секретарём провинциального комитета КПК в провинции Орьенте.
Длительное время был членом Политбюро Коммунистической партии Кубы. Пришёл к выводу о неприемлемости идей и практики сталинизма, защищая в противовес ему наследие Карла Маркса, В. И. Ленина, Л. Д. Троцкого и Фиделя Кастро. В январе 2005 года выступил со статьёй, осуждающей И. В. Сталина.
26 ноября 2017 года ушел из жизни из-за дыхательной недостаточности.